# Michelson-Interferometer
Das Michelson-Interferometer [ˈmaɪkəlsn-] ist ein Interferometer, das nach dem Physiker Albert A. Michelson benannt wurde. Es wurde ursprünglich entwickelt, um die Existenz des sogenannten Lichtäthers zu überprüfen, der als hypothetisches Medium für die Ausbreitung von Lichtwellen im Vakuum postuliert war. Bekannt wurde es insbesondere durch das Michelson-Morley-Experiment von 1887, das in Zusammenarbeit mit Edward Morley durchgeführt wurde. Das Experiment zeigte, dass eine Bewegung gegen den Äther keinen Einfluss auf die Geschwindigkeit des Lichts hat und wurde damit später ein zentrales Argument für die Begründung der  speziellen Relativitätstheorie. Beim Michelson-Interferometer wird das Phänomen der Interferenz ausgenutzt, welches nur bei kohärentem Licht beobachtet werden kann. Im Normalfall werden  spezielle Lichtquellen, im Regelfall Laser, für Interferenzexperimente eingesetzt. Im Experiment kann es dann mit einem Strahlteiler aufgespalten und schließlich mit sich selbst zur Interferenz gebracht werden. Das Besondere am Michelson-Interferometer ist, dass der Strahlteiler und der teildurchlässige Spiegel, in dem die Strahlen wieder vereinigt werden, derselbe ist. 

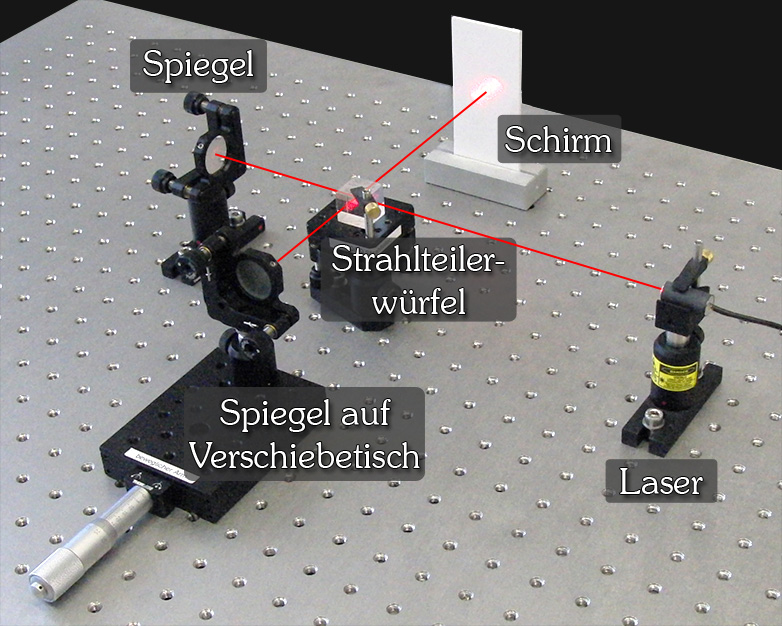
Michelson-Interferometer mit Diodenlaser und eingezeichnetem Strahlengang

Dabei muss der Wegunterschied der überlagerten Wellen kleiner als die Kohärenzlänge sein. Für Medien mit Dispersion und Lichtquellen mit breitem Spektrum wird deswegen eine Korrekturplatte in den Interferometerarm eingebaut. Die Korrekturplatte ist aus dem gleichen Material wie der Strahlteiler und hat dieselbe Dicke, ist aber vollständig lichtdurchlässig. Sie liegt auf der teilenden Seite des Strahlteilers und ist so angebracht, dass der Wegunterschied der beiden Teilstrahlen ausgeglichen wird.
Diese Bauweise, die sowohl einfache Handhabung als auch hohe Präzision ermöglicht, hat dazu geführt, dass das Michelson-Interferometer nicht nur in der Grundlagenforschung, sondern auch in industriellen Anwendungen weit verbreitet ist. Es bildet die Grundlage vieler hochauflösender Messsysteme, etwa in der Kalibrierung von CNC-Maschinen, der Bestimmung von Materialeigenschaften oder der Detektion von Gravitationswellen.

## Funktionsweise

Aufbau des Michelson-Interferometers

Ein Interferometer teilt eine Lichtwelle in zwei Teile auf. Diese zwei Wellen durchlaufen dann unterschiedlich lange Strecken, deren Laufzeit unterschiedlich ist. Es ergibt sich eine Phasenverschiebung zwischen den beiden Wellen. Beim Aufeinandertreffen kommt es zur Interferenz.
Beim Michelson-Interferometer geschieht die Aufteilung der Lichtwelle mittels eines halbdurchlässigen Spiegels. Das von der Lichtquelle ausgehende Licht wird am halbdurchlässigen Spiegel (Strahlteiler) teils durchgelassen (rot markiert), teils jedoch um 90 Grad reflektiert (blau markiert). Das durchgelassene und das reflektierte Licht treffen nun jeweils auf einen (vollständig reflektierenden) Spiegel und werden wieder auf den halbdurchlässigen Spiegel zurückgeworfen. Wieder wird ein Teil reflektiert und ein Teil durchgelassen. Hinter dem halbdurchlässigen Spiegel überlagern sich dann die zwei Wellen (gelb markiert), es kommt zur Interferenz.
Verändert man die optische Weglänge einer der beiden Wellen, z. B. indem man einen der beiden Spiegel verschiebt, oder indem man den Brechungsindex des Mediums in einem der beiden Interferometerarme verändert, so verschieben sich die Phasen der beiden Wellen gegeneinander. Sind sie nun in Phase, so addiert sich ihre Amplitude (man spricht von konstruktiver Interferenz), sind sie jedoch gegenphasig, so löschen sie sich gegenseitig aus (destruktive Interferenz). Über die Intensitätsmessung der resultierenden Welle können bereits kleinste Veränderungen des Gangunterschieds zwischen den beiden Wellen gemessen werden.
Die resultierende Intensität ergibt sich dabei aus dem Betrag des Summenfeldes beider Wellen und hängt direkt von der Phasendifferenz ab. Es gilt:
{\displaystyle I=I_{1}+I_{2}+2{\sqrt {I_{1}I_{2}}}\cdot \cos(\Delta \Phi )}
Diese Interferenzbedingung stellt die Grundlage für alle quantitativen Auswertungen dar, da sich aus der Anzahl beobachteter Maxima und Minima direkt Rückschlüsse auf geometrische Längenänderungen oder Brechungsindexveränderungen ziehen lassen.

## Zustandekommen der Interferenzringe

Entstehung der Interferenzringe

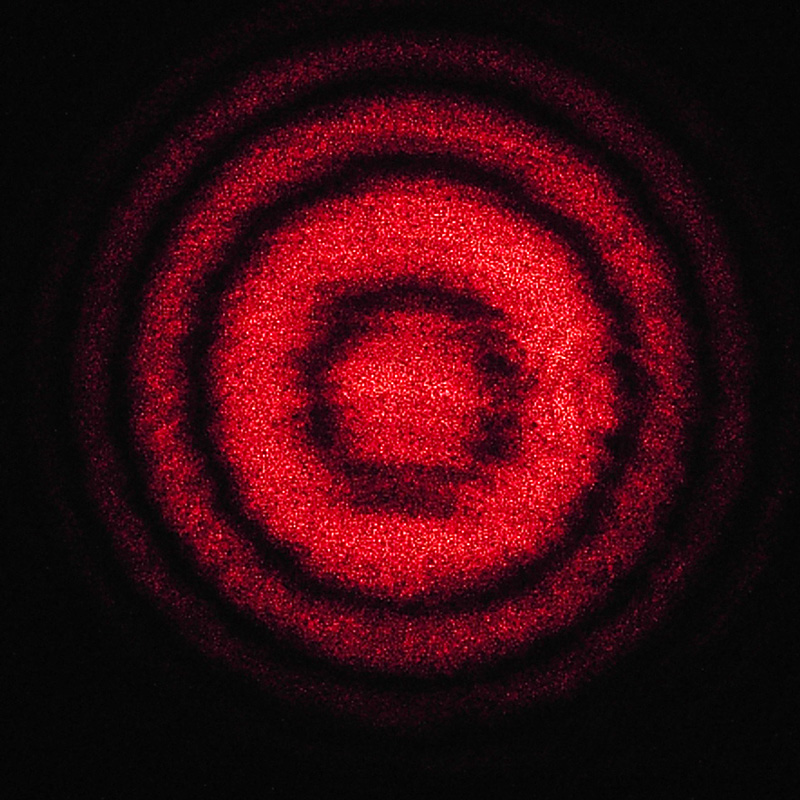
Interferenzmuster HeNe-Laser 633 nm

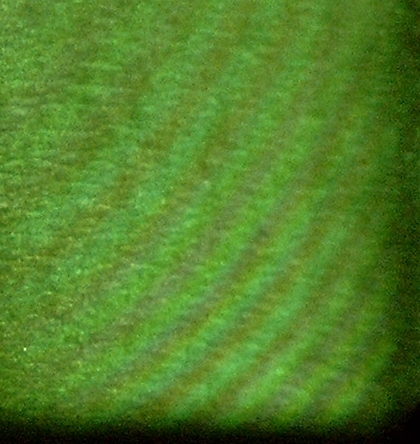
Interferenzmuster Quecksilberdampflampe

Aus der Lichtquelle kommt ein paralleles Bündel Strahlen (ebene Welle). Dieses wird durch eine Linsenanordnung „aufgeweitet“ und verläuft danach divergent (auseinandergehend) mit einem neuen gedachten Ursprungspunkt G (Kugelwelle), der im Bereich der Linsenanordnung liegt.
Dieses divergente Strahlenbündel wird durch den Strahlteiler in zwei divergente Strahlenbündel aufgeteilt. Die beiden Strahlenbündel werden von je einem Spiegel (je nach Aufbau) reflektiert, wieder zusammengeführt und auf einen Schirm gelenkt. Die Interferenzmuster kommen deshalb zustande, weil die direkten Strecken „Strahlteiler-Spiegel 1-Strahlteiler-Schirm“ (l1) und „Strahlteiler-Spiegel 2-Strahlteiler-Schirm“ (l2) unterschiedlich lang sind. Vom gedachten Ursprungspunkt G bis zum Strahlteiler ist die Entfernung konstant (g). Wenn zwei Strahlen aus den beiden Strahlenbündeln zur gleichen Zeit am gleichen Ort (Abstand d vom Mittelpunkt der Interferenzringe) auftreffen, dann haben sie verschieden lange Wege w zurückgelegt.
Der exakte Weg lässt sich mittels der Gleichung
{\displaystyle w={\sqrt {d^{2}+(g+l)^{2}}}}
berechnen.
Bei gleicher Entfernung d vom Mittelpunkt der Interferenzringe sind die Wege w1 und w2 unterschiedlich lang. Wenn d linear gesteigert wird, dann steigen w1 und w2 unterschiedlich schnell.
Wird eine ebene Welle betrachtet, erscheint auf dem Schirm bei konstruktiven Interferenzen ein heller Fleck, bei destruktiven bleibt dieser dunkel. Die Interferenzringe sind eine Folge der Gaußstrahlen, die ab einer gegebenen Länge Kugelwellen sind.
Dieses ringförmige Interferenzmuster ermöglicht nicht nur qualitative Beobachtungen, sondern wird auch zur quantitativen Bestimmung optischer Eigenschaften von Medien eingesetzt, etwa zur Analyse von Gasen oder zur Charakterisierung optischer Komponenten in der Industrie.

## Relative Wegmessung
Das Interferometer ist also geeignet, um langsame Änderungen der Weglängendifferenz zwischen den beiden Teilstrahlen zu messen, also zum Beispiel die Positionsänderung eines der undurchlässigen Spiegel, wobei die erreichbare Auflösung in der Größenordnung der halben Wellenlänge des verwendeten Lichts liegt. Bei sichtbarem Laserlicht beträgt die Wellenlänge einige hundert Nanometer.
Zum Messen verschiebt man einen der beiden undurchlässigen Spiegel und zählt die Anzahl der Interferenzminima (oder auch -maxima), die während der Bewegung durchlaufen werden. Jedes Minimum entspricht dann einer Weglängenänderung um eine Wellenlänge, also einer Positionsänderung des Spiegels um eine halbe Wellenlänge. Die absoluten Weglängen oder deren absolute Differenz können nicht gemessen werden, ebenso wenig die Richtung der Bewegung. Die Geschwindigkeit der messbaren Änderung ist durch die erreichbare Zählrate der Minima begrenzt.
Die hohe Empfindlichkeit dieser Methode hat dazu geführt, dass Michelson-Interferometer heute zu den wichtigsten Werkzeugen der Präzisionsmesstechnik zählen. Besonders in der Kalibrierung von Maschinenachsen kommen sie zum Einsatz, um lineare Wegfehler, Geradheitsabweichungen und Winkelfehler (Pitch, Yaw, Roll) exakt zu vermessen und zu kompensieren. Dabei wird die Laserwellenlänge als absolutes Referenzmaß genutzt, was eine Rückführung auf internationale Standards erlaubt.

### Verbesserung der Wegmessung
Ändert sich die Bewegungsrichtung des Spiegels, besteht das Problem, dass an den Extremstellen des Sinus (den hellsten und dunkelsten Stellen des Interferenzmusters) nicht bekannt ist, ob die Bewegung des Spiegels in die gleiche Richtung fortgesetzt oder umgekehrt wird, da beides den gleichen Signalverlauf erzeugen würde. Daher muss in diesem Fall ein zweiter Sensor an einer anderen Stelle so platziert werden, dass sich nie beide Signale gleichzeitig an Extremstellen befinden.
Die Wegmessung durch Michelson-Interferometer zeichnet sich durch eine (je nach Wellenlänge des Lasers) hohe Auflösung und Linearität aus.
Die heutigen Gravitationswellendetektoren stellen die aufwendigste Variante des Michelson-Interferometers zur Weglängenmessung mit beweglich gelagerten Spiegeln dar.

### Heterodyne Michelson-Interferometer
Viele heutige Michelson-Interferometer werden als heterodyne Interferometer ausgelegt. Dabei wird in den beiden Armen des Interferometers eine leicht unterschiedliche Frequenz verwendet. Die wieder zusammengeführten Strahlen ergeben damit eine Schwebung im Detektor. Parallel dazu wird ein Teil des Lichts beider Frequenzen in einem Referenzdetektor überlagert, also nicht an den Spiegeln reflektiert. Die eigentliche Messung ist dann ein Messen der Phasendifferenz zwischen der Schwebung am Detektor und der am Referenzdetektor. Da Phasenwinkelmessungen mit deutlich besserer Genauigkeit als die Interpolation des Interferenzsignals eines homodynen Interferometers möglich sind, sind mit heterodynen Michelson-Interferometern schon Auflösungen von 10 pm erreicht worden. Zudem entfällt das oben genannte Problem mit der Richtungsumkehr an Extremstellen, da die Phasenlage der Schwebung bei geeigneter Auslegung über eine längere Strecke zunimmt und über die Phasendifferenz zwischen Signalarm und Referenzdetektor eindeutig bestimmbar ist.
Zur Erzeugung der beiden Wellenlängen werden üblicherweise auf dem Zeeman-Effekt basierende Laser oder ein Akustooptischer Modulator eingesetzt. Diese Technik findet nicht nur in industriellen Präzisionsmesssystemen Anwendung, sondern bildet auch die Grundlage für moderne Gravitationswellendetektoren. Dort werden heterodyne Verfahren eingesetzt, um trotz kilometerlanger Armlängen eine genaue Interferenzanalyse zu ermöglichen und so Gravitationswellen aus dem All direkt nachzuweisen.

## Verwendung als Spektrometer
Benutzt man eine breitbandige IR-Quelle und lässt man den Strahl vor dem Detektor durch eine Messküvette mit einer zu messenden Substanz gehen, kann man deren Spektrum erhalten.  Um das zu messende Frequenzband zu durchfahren, muss man dazu die Position des einen Spiegels x, beispielsweise mit einem Piezo-Element, zeitlich ändern, um so verschiedene Gangunterschiede und so Resonanz- und Extinktionsfall bei verschiedenen Wellenlängen zu erzeugen. Die Fourier-Transformation des Interferograms vom Orts- I(x) bzw. Zeitbereich I(t) in den Frequenzbereich {\displaystyle I(\nu )} liefert das Spektrum der Substanz.
Diese Art der Spektralanalyse – auch bekannt als Fourier-Transform-Infrarotspektroskopie (FTIR) – wird in der chemischen Analytik zur Bestimmung von Molekülstrukturen, in der Umweltanalytik zur Spurenstoffdetektion und in der Materialwissenschaft zur Analyse von Beschichtungen oder Oberflächen eingesetzt. Dank der hohen Auflösung und gleichzeitigen Erfassung eines großen Wellenlängenbereichs zählt das Michelson-Interferometer zu den leistungsfähigsten Spektroskopieverfahren.

## Bestimmung des Brechungsindex eines Gases
Um den Brechungsindex eines Gases zu ermitteln, bringt man eine mit dem entsprechenden Gas gefüllte Küvette in den Teilstrahl, dessen Weglänge zuvor variiert wurde (die Spiegel bleiben jetzt fest). Mit einer an diese Küvette angeschlossenen Pumpe lässt sich der Gasdruck und damit die Anzahl der Gasmoleküle, durch die das Licht hindurch dringt, variieren. Beschreibt man den linearen Zusammenhang zwischen Druck und Brechungsindex als
{\displaystyle n(p)=n(0)+{\frac {\Delta n}{\Delta p}}\,p}
und nutzt, dass der Anstieg des Brechungsindex durch
{\displaystyle {\frac {\Delta n}{\Delta p}}={\frac {\Delta N}{\Delta p}}\,{\frac {\lambda }{2s}}}
ausgedrückt werden kann, führt dies zu (n = 1 bei p = 0):
{\displaystyle n(p)=1+{\frac {\Delta N}{\Delta p}}\,{\frac {\lambda }{2s}}\,p}
Hier bezeichnen N die Anzahl der Intensitätsmaxima im Interferenzmuster, p den Gasdruck, {\displaystyle \lambda } die Wellenlänge des verwendeten Laserlichtes und s die geometrische Weglänge der Küvette.
Dieses Verfahren basiert auf der direkten Messung von Gangunterschieden und ist besonders empfindlich gegenüber kleinsten Änderungen des Brechungsindex. Es eignet sich hervorragend zur präzisen Untersuchung von Gasen unter unterschiedlichen thermodynamischen Bedingungen – etwa in der Atmosphärenforschung oder bei der Entwicklung optischer Sensoren.

## Messung der Wellenlängen
Die beiden Strahlbündel sind dabei noch immer kohärent, wenn ihr optischer Wegunterschied kleiner als die Kohärenzlänge der Lichtquelle ist. Sind die Abstände zwischen der semipermeablen Platte und den Spiegeln jeweils gleich, haben die am Detektor eintreffenden Strahlen einen Phasenunterschied von 0. Verschiebt man nun einen der beiden Spiegel um den Abstand {\displaystyle d}, so entsteht zwischen den beiden Strahlenbündeln ein Wegunterschied {\displaystyle \Delta w=2d}, und die Lichtstärke ändert sich.
Stellt man nun die Anzahl {\displaystyle z} der Interferenzmaxima bei einer Verschiebestrecke {\displaystyle \Delta d} fest, so lässt sich die Wellenlänge {\displaystyle \lambda } leicht berechnen, da stets gilt:
{\displaystyle \Delta d={\frac {\lambda }{2}}z.}